# Maytenus repanda
Maytenus repanda är en benvedsväxtart som beskrevs av Nicolai Stepanowitsch Turczaninow. Maytenus repanda ingår i släktet Maytenus och familjen Celastraceae. Inga underarter finns listade.